# Hiéroglyphe égyptien H7
Pour les articles homonymes, voir Serre (homonymie).

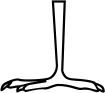
Hiéroglyphe égyptien H7.

Le hiéroglyphe égyptien H7 (serre) est classifiée dans la section H « Parties d'oiseaux » de la liste de Gardiner ; cet hiéroglyphe y est noté H7.

## Représentation
Il représente une serre.
Il est translittéré šȝ.

## Utilisation
| H7 | t | T14 · N25 |

| H7 | t | T14 · N25 |